# Fahrni
Fahrni est une commune suisse du canton de Berne, située dans l'arrondissement administratif de Thoune.

## Références

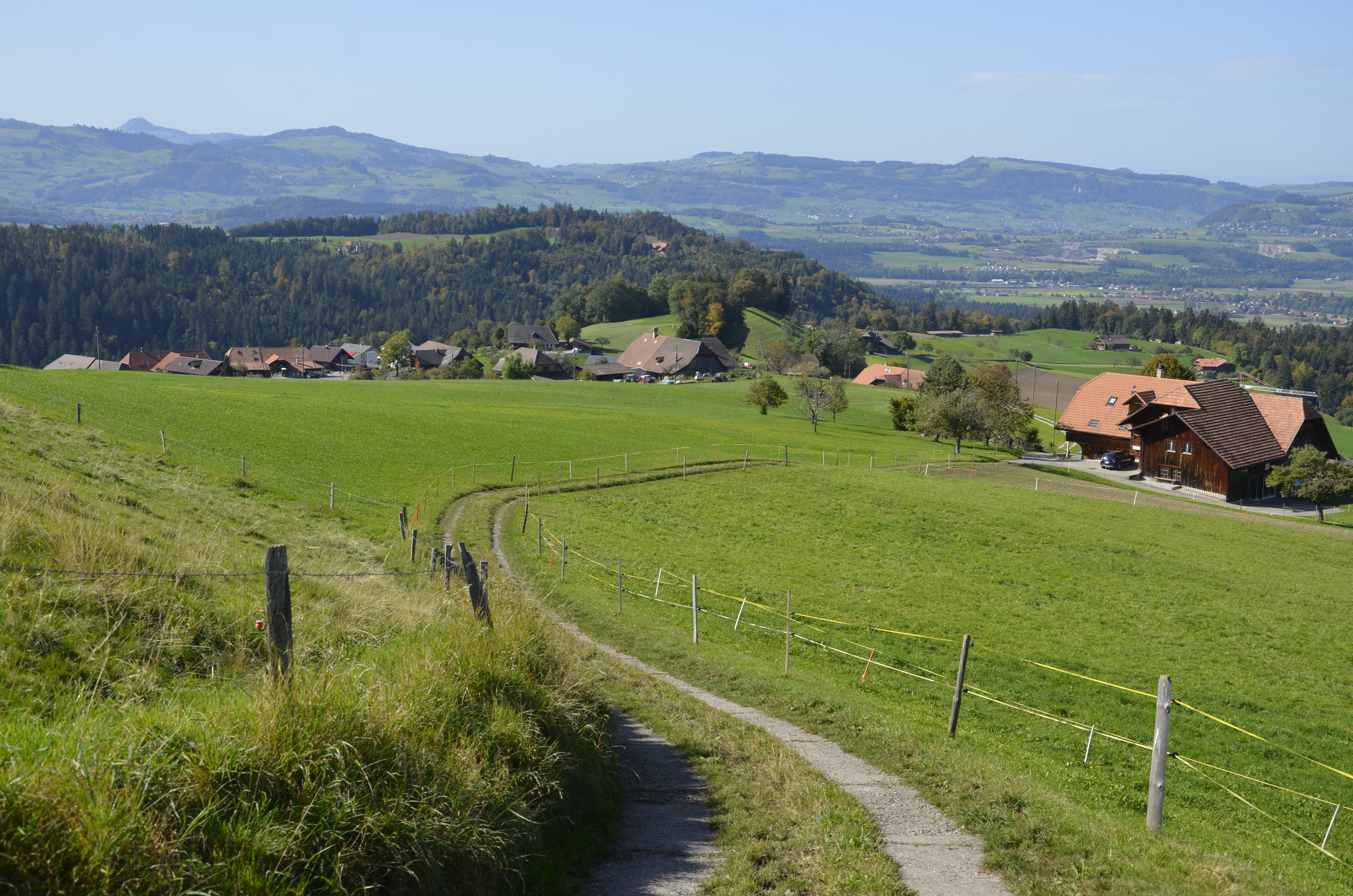
Fahrni